# Jacobus de Teramo

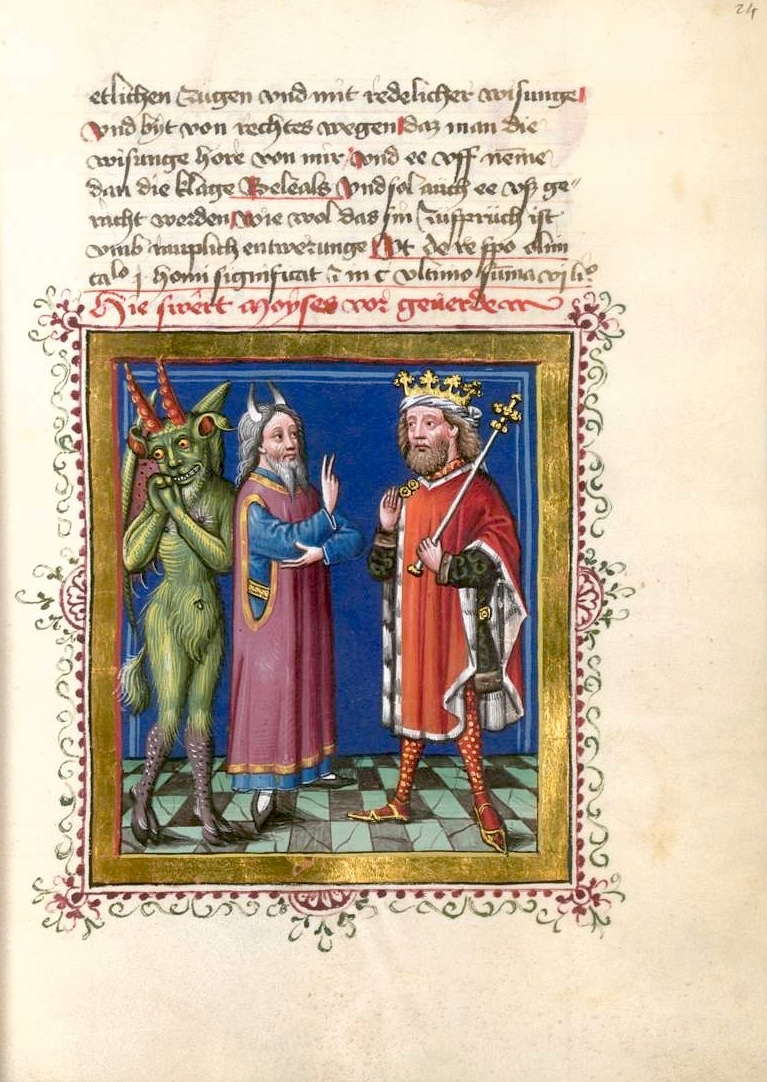
Bélial, Moïse et Salomon

Jacobus Palladinus de Teramo (1349–1417), aussi noté Jacopo Paladini, ou Jacobi de Ancharano, est un évêque italien, membre de la famille Palladini. Teramo, son lieu de naissance, faisait alors partie du royaume de Naples (maintenant dans la région italienne des Abruzzes).

## Biographie
Après avoir étudié le droit canonique à l'université de Padoue, Jacobus est archidiacre à Aversa en 1384 ; il occupe plusieurs postes à la curie romaine avant d'être nommé successivement évêque de Monopoli (en) (1391), évêque de Tarente (1400), évêque de Florence (1401), et évêque de Spolète (1410), où, en tant qu'évêque, il est aussi gouverneur pontifical du Duché de Spolète. Au concile de Pise en juin 1409, lors du conclave qui élit l'antipape Alexandre V, il est parmi les supporters de Grégoire XII et de l’antipape Benoît XIII.
En 1417, le pape Martin V l'envoie comme légat en Pologne, où meurt la même année.

## Œuvres

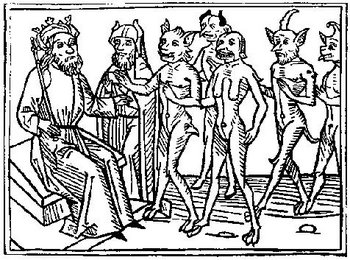
Bélial et serviteurs (1473).

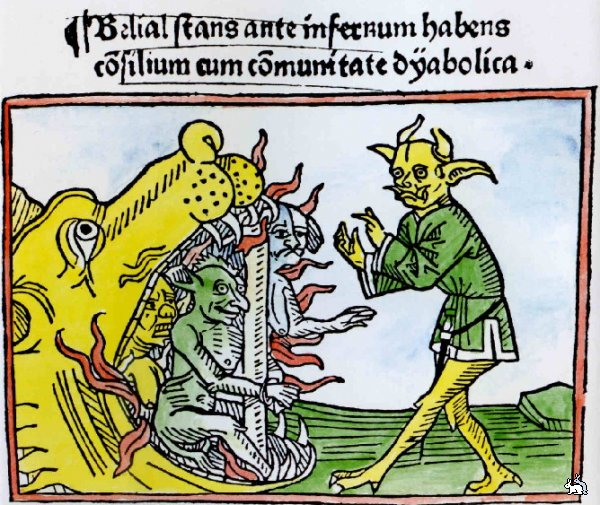
Procès de Bélial (1473).

Jacobus est l'auteur d'un commentaire sur les Libri quatuor sententiarum de Pierre Lombard, imprimé sous le titre Sentences à Augsbourg en 1472 ; d'un dialogue intitulé De Pontificis Romani monarchia non imprimé, et surtout d'un livre particulier (écrit vers 1382) intitulé Consolatio peccatorum, seu Processus Luciferi contra Jesum Christum. 
Cette « consolation des pécheurs », avec le colophon Liber Bellial, décrit deux procès qui opposent Lucifer et Jésus-Christ, devant un tribunal présidé par Salomon, dans lesquels le diable poursuit le Christ pour avoir commis une intrusion dans son domaine lors de sa descente aux Enfers. Au premier procès, Moïse est l'avocat du Jésus-Christ et Bélial celui du diable. Au deuxième procès, c'est le patriarche Joseph qui est le juge, Aristote et Isaïe défendent Jésus-Christ, et l'empereur Auguste et Jérémie défendent le diable. 
Dans les deux procès, la décision est favorable au Christ, mais au second procès, il est accordé au diable le droit de prendre possession des corps et des âmes des damnés au jour du jugement. Cette œuvre a été imprimée à plusieurs reprises et traduite en plusieurs langues. Une des premières éditions est en allemand et a été imprimée par Albrecht Pfister à Bamberg dans les années 1460. L'œuvre a été ensuite inscrite sur l'Index librorum prohibitorum. Encore en 1611, elle est imprimée à Hanovre, sous le titre Processus Luciferi contra Iesum coram Iudice Salomone.
L'œuvre doit être vue comme une allégorie aux événements historiques de l'époque: la descente de Jésus dans l'enfer et la libération des Patriarches est la métaphore de la fin de la papauté d'Avignon et le retour de la papauté à Rome (en 1378), la réaction consécutive des démons est représentée par l'antipape (Satan). La solution proposée par Paladini pour résoudre le différend entre Satan et Jésus, à savoir de confier la cause à un tribunal d'arbitrage impartial, est celle adoptée pour résoudre le schisme de l'Occident, avec la convocation d'un concile - le premier à Pise (1409), mais sans succès, puis à concile de Constance - qui a obtenu en 1415 la démission du pape Grégoire XII, renversé l'antipape Benoît XIII d'Avignon, et élu à la papauté le pape Martin V.